# Erzsébet Gindert
Erzsébet Gindert (* 4. Februar 1959 in Budapest) ist eine ungarische Badmintonspielerin und Trainerin. 

## Karriere
Erzsébet Gindert war von 1972 bis 1982 Mitglied des Vereins Honvéd Zrínyi SE und spielte danach von 1983 bis 1986 für BEAC (Budapesti Egyetemi Atlétikai Club).
Sie gewann 1976 die ungarischen Juniorenmeisterschaften im Dameneinzel und 1977 den Titel im Mixed mit György Vörös. 1981 siegte sie ebenfalls in der Mannschaftsmeisterschaft, wobei sie mit dem Team von Honvéd Zrínyi SE erfolgreich war.
Im Jahr 1980 bekam sie ihr Diplom als Trainerin.

## Sportliche Erfolge
| Saison | Veranstaltung                              | Disziplin   | Platz | Name                            |
| ------ | ------------------------------------------ | ----------- | ----- | ------------------------------- |
| 1976   | Ungarn: Einzelmeisterschaften der Junioren | Dameneinzel | 1     | Erzsébet Gindert                |
| 1977   | Ungarn: Einzelmeisterschaften der Junioren | Mixed       | 1     | György Vörös / Erzsébet Gindert |
| 1981   | Ungarn: Mannschaftsmeisterschaft           | Mannschaft  | 1     | Honvéd Zrínyi SE                |